# Janiodes monacharia
Janiodes monacharia är en fjärilsart som beskrevs av J. Peter Maassen 1890. Janiodes monacharia ingår i släktet Janiodes och familjen påfågelsspinnare. Inga underarter finns listade i Catalogue of Life.